# Yang Jiechang
Yang jiechang (chinois simplifié : 杨诘苍 ; pinyin : yáng jiécāng) est un artiste contemporain chinois, né en 1956 à Foshan (province du Guangdong), il vit et travaille à Paris, en France et à Heidelberg, en Allemagne, pratiquant calligraphie, peinture et céramique.

## Biographie
En 1970, alors âgé de 14 ans, il devient garde rouge, pendant la Révolution culturelle.
Il a appris les techniques de calligraphie, peinture chinoise traditionnelle et marouflage à l'Académie des beaux-Arts de Canton (广州美术学院) entre 1978 et 1982. Il y enseigne ensuite pour 4 années avant son départ pour l'Europe, en 1988. Il s'installe en France en 1989.
En 2019, le Shanghai Minsheng Art Museum (zh) (上海民生现代美术馆), à Shanghai, lui dédie une large exposition, sous la direction de Martina Koeppel-Yang intitulée « 3 âmes, 7 esprits » (chinois : 《三魂七魄》, anglais : "3 Souls 7 Spirits").
Le musée Guimet, à Paris, lui offre une carte blanche à l'automne 2022.

## Œuvre
Sa peinture Tale of the 11th Day est une peinture sur soie de 18 m de long, marouflée sur toile, référence au Décaméron de Boccace (1348 — 1353), représentant un paysage primordial dessiné selon les modèles classiques de la dynastie Yuan (1279 —1368). Dans cette œuvre, les animaux et les humains se découvrent et s’accouplent tel un paradis où les divisions, religieuses, ethniques, idéologiques ou politiques sont effacées.
Il travaille pendant 4 ans avec la manufacture de Sèvres à l'élaboration d'un ensemble de 11 vases de porcelaine.